# Publiczna Szkoła Podstawowa w Gorajcu
Publiczna Szkoła Podstawowa im. Kardynała Stefana Wyszyńskiego w Gorajcu – publiczna szkoła podstawowa założona w 1916 roku we wsi Gorajec Stara Wieś w gminie Radecznica.

## Historia szkoły
Szkoła w Gorajcu powstała 26 listopada 1916 roku, jej był założycielem był działacz koła Polskiej Macierzy Szkolnej Marcin Polak. W 1920 roku w szkole uczyło się 88 uczniów w klasach I–IV. W roku szkolnym 1930/1931 zorganizowano siódmy oddział, tym samym szkoła w Gorajcu stała się pierwszą szkołą siedmioklasową w gminie Radecznica. W 1938 roku zakupiono 2 ha gruntu z dawnego obszaru Ordynacji Zamojskiej i rozpoczęto budowę murowanego budynku szkoły. Po wybuchu II wojny światowej prace budowlane zostały przerwane. Udało się je dokończyć w 1954 roku, w wyniku prac społecznych został oddany do użytku piętrowy, murowany z czerwonej cegły budynek szkoły. W 1996 roku wydano pozwolenie na rozbudowę i modernizację szkoły, w 2001 roku powstał budynek sali gimnastycznej. W 1998 roku w wyniku reformy struktury szkolnictwa szkoła została podzielona na VI klasową Szkołę Podstawową i III klasowe Gimnazjum. Od 1 września 2017 roku w wyniku kolejnej reformy edukacji przywrócono 8-letnią Szkołę Podstawową. 16 października 2022 roku szkole nadano imię Kardynała Stefana Wyszyńskiego.

## Znani absolwenci
- Janusz Jarosławski – pisarz, publicysta, działacz społeczny, autor książek poświęconych tematyce historycznej i broni białej[3][4].